# 5857 Неглінка
5857 Неглінка (5857 Neglinka) — астероїд головного поясу, відкритий 3 жовтня 1975 року.
Тіссеранів параметр щодо Юпітера — 3,608.